# بني يحي (سوق القلة)
بني يحي هي إحدى مشيخات المملكة المغربية، تتبع جغرافيا لإقليم العرائش وإداريًا لسوق القلة. يقدر عدد سكانها بـ 1950 نسمة حسب الإحصاء الرسمي للسكان والسكنى لسنة 2004.